# Levi Eškol
Levi Eškol (pokraj Kijeva, Ukrajina, 1895. – Izrael, 1969.), izraelski političar, predsjednik Izraelske vlade.
Emigrirao je u Palestinu 1919., a u prvom izraelskom kabinetu, 1948., bio je ministar poljoprivrede. Godine 1963. zamijenio je Ben Guriona na mjestu premijera, i na tom je položaju ostao sve do smrti 1969. godine.